# تورفان (شهر در سطح ولایت)
تورفان یا طرفان یا تورپان (به اویغوری: تۇرپان شەھىرى)(به چینی: 吐鲁番市، به پین‌یین: Tǔlǔfān Shì) یک شهر در سطح ولایت در جمهوری خلق چین است که در منطقه خودمختار سین‌کیانگ واقع شده‌است.

## جمعیت
| ترکیب قومیتی شهر تورفان | ترکیب قومیتی شهر تورفان | ترکیب قومیتی شهر تورفان | ترکیب قومیتی شهر تورفان | ترکیب قومیتی شهر تورفان |
| ----------------------- | ----------------------- | ----------------------- | ----------------------- | ----------------------- |
| قومیت                   | قومیت                   |                         | درصد                    | درصد                    |
| اویغور                  | اویغور                  |                         | ۷۷٫۰٪                   | ۷۷٫۰٪                   |
| هان                     | هان                     |                         | ۱۶٫۸٪                   | ۱۶٫۸٪                   |
| هوئی                    | هوئی                    |                         | ۵٫۹٪                    | ۵٫۹٪                    |
| سایر                    | سایر                    |                         | ۰٫۳٪                    | ۰٫۳٪                    |
| منبع سرشماری جمعیت :    |                         |                         |                         |                         |

## تاریخچه
در دوران جمهوری چین و همین‌طور سالهای اول استقرار جمهوری خلق چین، شهرستانها و منطقه‌ای که امروزه «شهر در سطح ولایت» تورفان را تشکیل می‌دهند، به همراه ولایت سانجی و شهر اورومچی، که در آن زمان موسوم به «شهر دیهوا» بود، یک ولایت واحد به نام «ولایت دیهوا» را تشکیل می دادند.
در سال ۱۹۳۶ میلادی، با جدا شدن از شهرستان تورفان در ولایت دیهوا، شهرستان توقسون تاسیس شد. این شهرستان، ضمیمهٔ ولایت یانچی (ولایت خودمختار بایینغولین مغول امروزی) شد.
در سال ۱۹۳۸، شهرستان توقسون از ولایت یانچی جدا شده و به ولایت دیهوا پیوست.
در دسامبر ۱۹۴۹، شهر دیهوا به «شهر در سطح ولایت» ارتقاء یافت و از ولایت دیهوا مستقل شد. شهرستان دیهوا تابع ولایت دیهوا باقی ماند.
ولایت خودمختار سانجی هوئی در سال ۱۹۵۴ میلادی برای مردم هوئی (مسلمانان چینی‌تبار) تاسیس شد. در همان سال، شهر «دیهوا» به «اورومچی»، و شهرستان دیهوا به شهرستان اورومچی تغییر نام داد. این ولایت در ابتدا کوچک بوده و تنها متشکل از ۳ شهرستان بود، شهرستان سانجی،‌ شهرستان اورومچی، و شهرستان میچوان. بقیهٔ «ولایت دیهوا»، با وجود اینکه نه شهر اورومچی را شامل می شد و نه شهرستان اورومچی، به «ولایت اورومچی» تغییر نام داد.
یک سال بعد، در اکتبر ۱۹۵۵ میلادی، استان سین‌کیانگ به «منطقهٔ خودمختار سین‌کیانگ اویغور» ارتقاء یافت.
در سال ۱۹۵۸ میلادی، ۳ شهرستان چاله تورفان جدا شده و مستقیما در تابعیت منطقهٔ خودمختار قرار گرفتند.  در همان سال ۱۹۵۸ میلادی، ولایت خودمختار سانجی هوئی گسترده شده و شهرستان‌های ماناس، قوتوبی، فوکانگ، جیمسار، گوچونگ و شهرستان خودمختار موری قزاق را به خود ضمیمه کرد. در نتیجه، در سال ۱۹۵۸ میلادی «ولایت اورومچی» رسما منحل شد.
در سال ۱۹۷۰ میلادی، شهرستان‌های تورفان و توقسون از تابعیت مستقیم منطقهٔ خودمختار در آمده و در تابعیت شهر اورومچی قرار گرفتند. شهرستان پیچان نیز در تابعیت ولایت قومول قرار گرفت.
در ژوئیه سال ۱۹۷۵، ولایت تورفان از ترکیب سه شهرستان تورفان، توقسون، و پیچان تاسیس شد.
در دسامبر سال ۱۹۸۴، شهرستان تورفان به «شهر در سطح شهرستان» ارتقاء یافت.
در آوریل سال ۲۰۱۵، «ولایت تورفان» به «شهر در سطح ولایت» ارتقاء یافت. در همین تاریخ، «شهر در سطح شهرستان» تورفان که تابع این ولایت بود نیز منحل شده. اراضی آن، شامل منطقهٔ شهری اصلی تورفان، منطقه قره‌خواجه تاسیس شد.
نام این منطقه، اشاره به قره‌خواجه، شهر و اثر باستانی خشتی بر سر راه تاریخی ابریشم در ۳۰ کیلومتری شهر تورفان اشاره دارد.

## تقسیمات اداری
|   |                                    |                 |          |               |            |        |             |  |  |
|   | نام                                | اویغوری         | چینی     | پین‌یین        | جمعیت-۱۳۹۹ | مساحت  | تراکم جمعیت |  |  |
| ۱ | منطقه قره‌خواجه (منطقهٔ شهری تورفان) | قاراھوجا رايونى | 高昌区   | Gāochāng Qū   | ۳۱۷٬۴۴۳    | ۱۳٬۶۵۱ | ۲۳٫۲۵       |  |  |
| ۲ | شهرستان پیچان                      | پىچان ناھىيىسى  | 鄯善县   | Shànshàn Xiàn | ۲۴۲٬۳۱۰    | ۳۹٬۵۴۷ | ۶٫۱۳        |  |  |
| ۳ | شهرستان توقسون                     | توقسۇن ناھىيىسى | 托克逊县 | Tuōkèxùn Xiàn | ۱۳۴٬۲۳۵    | ۱۶٬۵۶۱ | ۸٫۱۱        |  |  |